# Lou Leon Guerrero

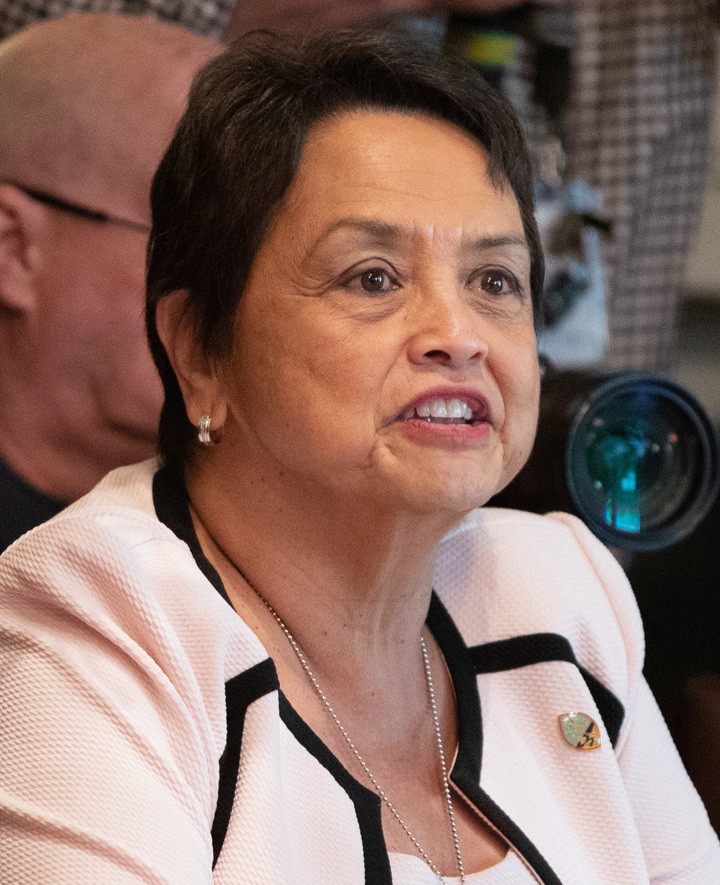
Lou Leon Guerrero (2018)

Lourdes Aflague Leon Guerrero (* 8. November 1950 auf Guam) ist eine US-amerikanische Politikerin der Demokratischen Partei. Seit 2019 ist sie Gouverneurin von Guam.

## Werdegang
Nach Abschluss der Academy of Our Lady of Guam High School zog Leon Guerrero nach Kalifornien, um dort an der California State University, Los Angeles Gesundheits- und Krankenpflege zu studieren. Nach ihrem Bachelor-Abschluss 1973 nahm sie ein Public-Health-Studium an der University of California, Los Angeles auf, das sie 1979 mit einem Master of Public Health abschloss. Während ihrer Zeit in Kalifornien und auch nach ihrer Rückkehr nach Guam 1980 war sie als Krankenschwester tätig, wo sie bald in eine leitende Funktion aufstieg.
Leon Guerrero kandidierte erstmals 1994 erfolgreich für einen Sitz in der Legislature of Guam und nahm ihr Mandat 1995 an. Sie trat 1998 als Kandidatin für das Amt der Vizegouverneurin an, unterlag jedoch gemeinsam mit Senator Thomas C. Ada, der für das Amt des Gouverneurs kandidierte, in der Vorwahl der Demokraten dem Amtsinhaber Carl T. C. Gutierrez. 2005 zog sie sich vorerst aus der Politik zurück und folgte ihrem Bruder als Präsidentin der von ihrem Vater 1972 gegründeten Bank of Guam nach, da ihr Bruder bereits drei Jahre nach ihrem Vater und der Übernahme der Leitung der Bank gestorben war. Parallel nahm sie ein Postgraduate-Studium an der Pacific Coast Banking School der University of Washington auf, welches sie 2009 abschloss.
Im Jahr 2017 gab sie ihre Kandidatur für das Amt des Gouverneurs 2018 zusammen mit Joshua Tenorio als Kandidat für den Vizegouverneur bekannt. Nachdem sie sich knapp in der Vorwahl der Demokratischen Partei hatte durchsetzen können, wurde sie in der eigentlichen Wahl mit 50,7 % der Stimmen gegen Vizegouverneur Ray Tenorio (26,4 %) von der Republikanischen Partei und den demokratischen Write-in-Kandidaten Frank Aguon (22,8 %) gewählt. Sie trat ihr Amt 2019 an.
Die Primary (Vorwahl) ihrer Partei für die Wahlen zum Gouverneur konnte sie mit 62,3 % gegen Michael San Nicolas gewinnen. Sie trat dadurch am 8. November 2022 gegen Felix Perez Camacho von der Republikanischen Partei an und gewann die Wahl mit 55,5 %, wodurch sie für eine weitere Amtszeit gewählt wurde.